# De Roodenburgh
De Roodenburgh is een winkelpand op de hoek van Markt en de Marktstraat in 's-Hertogenbosch en is een rijksmonument.

## Geschiedenis
Het oorspronkelijke huis werd volgens overlevering rond 1225 gebouwd in opdracht van Hendrik I van Brabant gezamenlijk met De Moriaan. Later is De Roodenburgh dienst gaan doen als ontvangstkantoor van de stadsgilden en ook als brouwerij, maar door de eeuwen heen raakte het pand in verval. In 1908 kocht de gemeente het pand op en werd het een vishandel. Twee jaar later werd het pand opgekocht door de familie Suijiling en werd het oorspronkelijke middeleeuwse huis afgebroken.
Het nieuwe huis werd gebouwd naar een ontwerp van architect K.C. Suyling en is gebouwd in Eclectische stijl met Neorenaissancistische elementen. In de muur van het huidige pand is een gedenksteen geplaatst voor het oude pand.

## Architectuur
De gevels zijn opgetrokken van baksteen en de drie zijden van het voorhuis zijn bekroond met een trapgevel. De vensters hebben schuiframen en zijn voorzien met glas in lood bovenlicht. Op de benedenverdieping is een winkelruimte gevestigd en op de verdiepingen zijn woonruimtes. De winkel is grotendeels gemoderniseerd, maar het achterhuis is nog grotendeels in originele staat. Op de linker zijgevel is een groot tegeltableau gemaakt waarop hertog Jan te zien is die de draak bestrijdt met de tekst: "GAAT WEG VAN HIER MONSTER, DIT BOSCH BEHOORT MIJ" en is gesigneerd door Dorus Hermsen.